# Успение Богородично (Рупите)
Вижте пояснителната страница за други значения на Успение Богородично.
„Успение Богородично“ е възрожденска църква в петричкото село Рупите (Ширбаново), България, част от Неврокопската епархия на Българската православна църква. Обявена е за паметник на културата.

## История
Църквата е изградена от 1889 до 1892 година от майстор Кръстьо Каракьойски.

## Архитектура
В архитектурно отношение представлява типичната за епохата трикорабна псевдобазилика с купол и полукръгла апсида на източната страна. В първата половина на XX век на западната страна е пристроен открит притвор. В 1960 година е построена масивна камбанария.
В интериора трите кораба са разделени от два реда дървени измазани стълбове. Осветлението се осигурява от високи полукръгло засводени прозорци с декоративна каменна рамка от външната страна. Таваните на корабите са касетирани с апликирани слънца. Балконът на женската църква е с дървени апликации, живопис и решетка.
В 1892 година дебърският зограф Милош Яковлев изписва стените на централния кораб и купола с оригинална живопис. Зографът най-вероятно починал, докато работи по стенописите, тъй като църквата остава частично изписана. По-късно са изписани и северната, южната и източната стена, както и апсидата.
Автор на иконостаса е Йосиф Йосифов от неврокопското село Каракьой. Той е триделен и е украсен с частична резба по царските двери. На долните табла са традиционните сцени от Шестоднева, като изображенията са примитивни и изразителни. Царските и празничните икони са на различни зографи, значителна част надживописани. Ценни са царските „Света Богородица“ (1890) и „Христос Вседържител“ (1890), както и 6 икони, датирани 1882 – 1883 година, вероятно част от по-стар иконостас.